# Chassal
Chassal és un municipi francès situat al departament del Jura i a la regió de Borgonya - Franc Comtat. L'any 2007 tenia 496 habitants.

## Demografia

### Població
El 2007 la població de fet de Chassal era de 496 persones. Hi havia 188 famílies de les quals 48 eren unipersonals (12 homes vivint sols i 36 dones vivint soles), 60 parelles sense fills, 76 parelles amb fills i 4 famílies monoparentals amb fills.
La població ha evolucionat segons el següent gràfic:
Habitants censats

### Habitatges
El 2007 hi havia 219 habitatges, 197 eren l'habitatge principal de la família, 11 eren segones residències i 11 estaven desocupats. 163 eren cases i 55 eren apartaments. Dels 197 habitatges principals, 129 estaven ocupats pels seus propietaris, 64 estaven llogats i ocupats pels llogaters i 3 estaven cedits a títol gratuït; 18 tenien dues cambres, 33 en tenien tres, 62 en tenien quatre i 83 en tenien cinc o més. 167 habitatges disposaven pel capbaix d'una plaça de pàrquing. A 81 habitatges hi havia un automòbil i a 102 n'hi havia dos o més.

### Piràmide de població
La piràmide de població per edats i sexe el 2009 era:
| Homes | Edats   | Dones |
| ----- | ------- | ----- |
| 4     | 95 o +  | 4     |
| 0     | 90 a 94 | 0     |
| 8     | 85 a 89 | 4     |
| 4     | 80 a 84 | 8     |
| 4     | 75 a 79 | 4     |
| 8     | 70 a 74 | 8     |
| 12    | 65 a 69 | 4     |
| 4     | 60 a 64 | 12    |
| 20    | 55 a 59 | 12    |
| 0     | 50 a 54 | 8     |
| 16    | 45 a 49 | 8     |
| 16    | 40 a 44 | 32    |
| 28    | 35 a 39 | 20    |
| 32    | 30 a 34 | 24    |
| 16    | 25 a 29 | 20    |
| 4     | 20 a 24 | 0     |
| 8     | 15 a 19 | 24    |
| 16    | 10 a 14 | 20    |
| 32    | 5 a 9   | 24    |
| 20    | 0 a 4   | 16    |

## Economia
El 2007 la població en edat de treballar era de 321 persones, 249 eren actives i 72 eren inactives. De les 249 persones actives 225 estaven ocupades (119 homes i 106 dones) i 24 estaven aturades (11 homes i 13 dones). De les 72 persones inactives 25 estaven jubilades, 23 estaven estudiant i 24 estaven classificades com a «altres inactius».

### Ingressos
El 2009 a Chassal hi havia 191 unitats fiscals que integraven 486,5 persones, la mediana anual d'ingressos fiscals per persona era de 18.356 €.

### Activitats econòmiques
Dels 38 establiments que hi havia el 2007, 3 eren d'empreses extractives, 1 d'una empresa de fabricació de material elèctric, 10 d'empreses de fabricació d'altres productes industrials, 3 d'empreses de construcció, 3 d'empreses de comerç i reparació d'automòbils, 1 d'una empresa de transport, 3 d'empreses financeres, 5 d'empreses immobiliàries, 2 d'empreses de serveis, 3 d'entitats de l'administració pública i 4 d'empreses classificades com a «altres activitats de serveis».
Dels 4 establiments de servei als particulars que hi havia el 2009, 1 era una oficina de correu, 1 taller de reparació d'automòbils i de material agrícola, 1 empresa de construcció i 1 saló de bellesa.

## Equipaments sanitaris i escolars
El 2009 hi havia una escola maternal integrada dins d'un grup escolar amb les comunes properes formant una escola dispersa.

## Poblacions més properes
El següent diagrama mostra les poblacions més properes.